# Mytilina macrocera
Mytilina macrocera is een raderdiertjessoort uit de familie Mytilinidae. De wetenschappelijke naam van deze soort is voor het eerst geldig gepubliceerd in 1894 door Jennings.